# Nativa FM Ribeirão Preto
Nativa FM Ribeirão Preto é uma estação de rádio brasileira, com sede em Ribeirão Preto, SP, opera na frequência 101.9 MHz, originada da migração AM-FM e é uma emissora própria da Nativa FM.

## História
A emissora foi fundada originalmente como Rádio Brasiliense em 1958, e a partir dos anos 1980 se tornou a Rádio Tropical.
Anos depois a emissora que foi adquirida pelo Grupo Thathi, passou a se chamar Thathi AM, se afiliando à Jovem Pan. Em 2003, a emissora se afiliou a Rádio Globo, afiliação que durou até 2010. Em 29 de março de 2010, se tornou afiliada à Rádio Bandeirantes, quando firmou parceria com o Grupo Bandeirantes de Comunicação, com uma grande celebração. A emissora tinha uma equipe esportiva composta por Ribeiro Júnior, José Mario Oliveira, Marcos Andrez e Eduardo Nogueira e desde 2017, estão na Rádio 79, também pertencente ao Sistema Thathi de Comunicação.
Em 2017, a emissora momentaneamente, desligou seus transmissores. Em 2018, o Grupo Thathi vendeu a FM 96.7 que operava como Band FM para o Sistema Clube de Comunicação e a AM 1270 foi vendida ao Grupo Bandeirantes.
Posteriormente em 2020, a AM 1270 voltou ao ar com a nova direção e retransmitindo a programação da Rádio Bandeirantes de Campinas.
Em 2021, após a publicação das frequências em faixa estendida de Ribeirão Preto e Campinas, as duas emissoras foram as primeiras a operar na nova faixa. No caso de Ribeirão Preto, a emissora operou em FMe 85.3 a partir de 4 de abril de 2022.
Em 2023, com o avanço da migração das emissoras AM de Ribeirão Preto, as mesmas solicitaram saída da faixa estendida e pedindo a ida para a faixa convencional. Das 5 emissoras AM da cidade, apenas 4 pediram a mudança entre elas a Rádio Bandeirantes de Ribeirão Preto que já estava operando em FMe. Em dezembro do mesmo ano, a emissora muda para FM 101.9 com aumento de sua abrangência e assim, saindo da Rádio Bandeirantes para se tornar uma emissora própria da Nativa FM. Isso marca o retorno da rede na cidade, a primeira passagem foi em 2009 por um afiliado, na FM 104.3 (vendida em 2013 e se tornou a atual Celon FM).

Depois de testes e ajustes, a emissora estreou as 18h, do dia 11 de março de 2024.